# Western Heights (Hamilton)
Western Heights est une banlieue de la limite ouest de la cité d’Hamilton située dans la région de Waikato dans l’Île du Nord de la Nouvelle-Zélande.

## Caractéristiques
Le paysage est formé d’immeubles comprend la banlieue de Dinsdale  et le réservoir d’eau (en), le réservoir adjacent de Newcastle  un des plus importants de la cité contenant 21000 m3 et un bloc de gum trees mais alors qu’ils arrivent à maturité, un grand nombre d’entre eux devront être abattus.
Les cartes de Google Earth mettent en évidence le secteur , plus clairement défini comme le bloc de «Hamilton's west».
Située à l’ouest de la crête sur les limites de la cité, la banlieue est un peu exposée aux vents mais la vue est bonne .

## Toponymie
‘Hamilton Boundary Road’ fut renommée ‘Brymer Road’ par le conseil du conté de Waipa en 1967, d’après Mr Brymer, un propriétaire de terrains local .
En 2007,865.000 $ furent dépensés pour l’élargir  pour devenir la principale route passant à travers la banlieue de Western Heights.
En 2018, elle était utilisée par 3600 véhicules par jour, 60 véhicules/j étant des bus à raison d’un par demi-heure sur la route 3 .

## Démographie
En 2018, le recensement de la nouvelle zone de recensement (en) de Western Heights (Hamilton City), fut créé à partir d’une partie des banlieues de « Brymer », « Norton » et « Dinsdale North ».
Elle inclut des zones marquées comme étant précédemment Grandview Heights sur la carte au 1:50,000.
La banlieue de Western Heights avait une population de 2913 habitants selon le recensement de 2018 en Nouvelle-Zélande, en augmentation de 372 personnes  (soit 14,6 %) depuis celui de recensement de 2013 et en augmentation de 672 personnes  (soit 30,0 %) depuis le  recensement de 2006 en Nouvelle-Zélande.
Il y a 960 logements avec la présence de 1407 hommes pour 1506 femmes, donnant un sexe-ratio de 0,93 homme  pour une femme.
L’âge médian est de 40,4 ans, avec 546 personnes (soit 18,7 %) âgées de moins de 15 ans , 522 personnes (soit 17,9 %) âgées de  15 à 29 ans, 419 personnes (soit 48,7 %) âgées de  30 à 64 ans , et 426 personnes (soit 14,6 %) âgées de 65 ou plus.
Du point de vue de l’ethnicité: 72,3 % sont européens/Pākehā, 15,2 % sont Māori, 4,2 % sont originaires du Pacifique, 19,8 % viennent d’Asie, et 3,0 % d’une autres ethnicités (le total pouvant faire plus de 100 % dans la mesure où une personne peut s’identifier de plusieurs ethnicités).
La proportion de personnes nées outre-mer était de 24,8 %, comparée aux 27,1 % au niveau national.
Bien que certaines personnes objectent à donner leur religion, 42,8 % disent n’avoir aucune religion, 38,1 % sont chrétiens, 4,8 % sont hindouistes, ,1,9 % sont musulmans, 1,5 % sont   bouddhistes et 4,1 % ont une autre religion.
Parmi ceux de plus de 15 ans , 552 personnes (soit 23,3 %) ont une licence ou un degré plus élevé et 390 personnes (soit 16,5 %) n’ont aucune qualification formelle.
Les revenus médians sont de 39,500 $.
Le statut d’emploi de ceux de plus de 15 ans est pour 1302 personnes(soit 55 %) employées à plein temps, 336 personnes (soit 14,2 %) sont à temps partiel et81 personnes (soit 3,4 %) sont sans emploi.